# Muftiu
Acest articol este despre un învățat islamic. „Muftiu” poate să se refere și la un anumit tip de îmbrăcăminte” 
Muftiu (în limba arabă: مفتي, muftī, în limba turcă: müftü) este un învățat islamic sunnit care este un interpret avizat al legii islamice (Shariah). Muftiul este cel care are dreptul să emită Fatwā sau opinii juridice privind diferite chestiuni ce țin de cult sau de viața credincioșilor. Termenul de muftiu derivă de la ifta, acțiunea de a emite Fatwā. „Muftiat” sau „Diyanet” este numele sub care este cunoscută instituția muftiului sau consiliul muftiilor ce supervizează un anumit teritoriu. În România există Muftiatul de la Constanța.

## Condiții de calificare

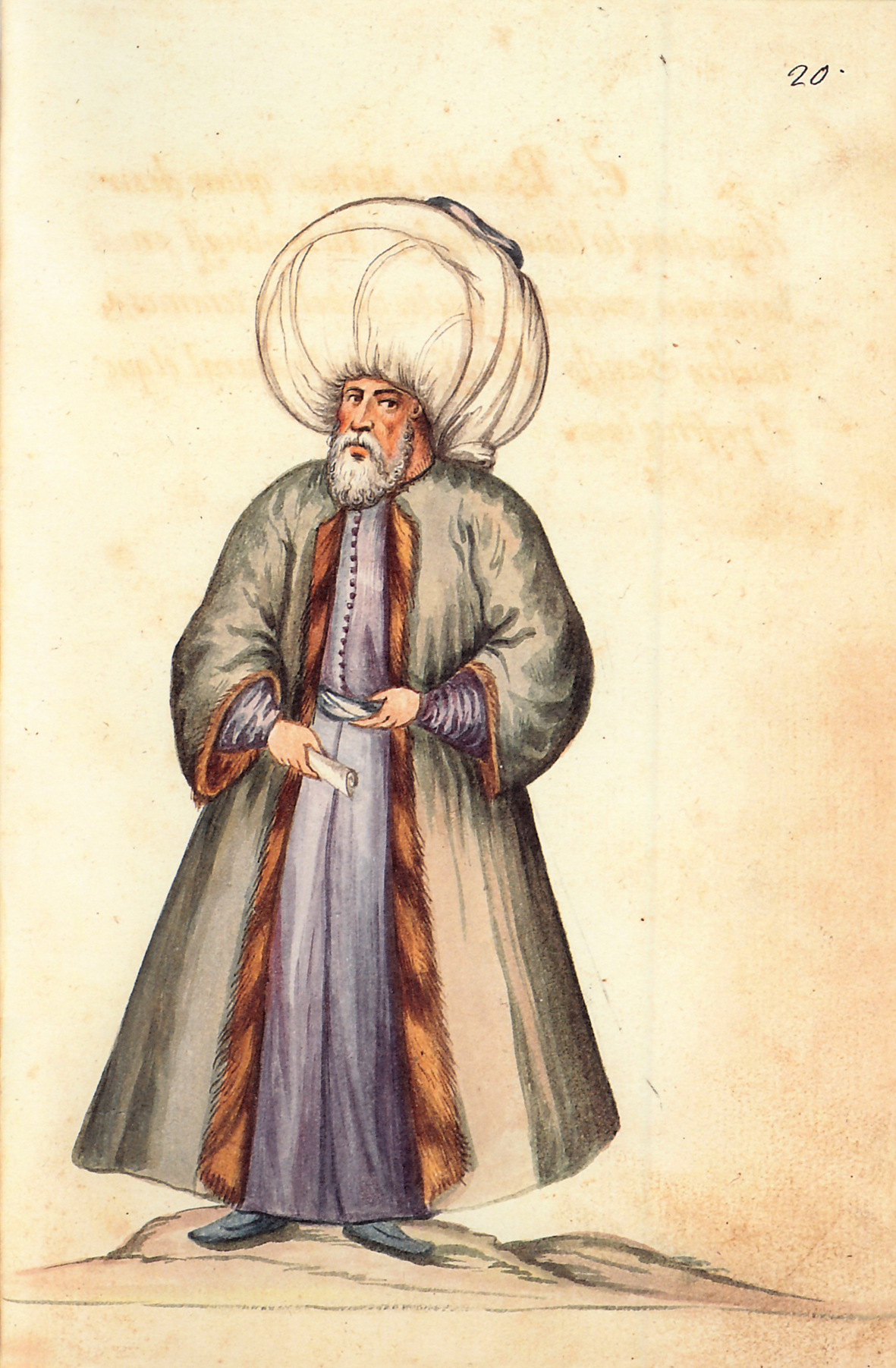
Muftiu turc, desen spaniol din secolul al XVII-lea, Bibliotheca Apostolica Vaticana

Un muftiu trebuie să fie instruit în Ifta, principala sa activitate, dar și să îndeplinească o serie de condiții pentru a fi capabil să emită asemenea judecăți islamice  (fatwā). În general, cele opt condiții sunt, pe lângă cunoașterea Coranului:
1. Cunoașterea profundă a principiilor jurisprudenței;
2. Cunoșterea Hadithului;
3. Cunoașterea „Maqasid ash-Shari`ah” (Obiectivele Shariei);
4. Cunoașterea preceptelor juridice;
5. Cunoașterea "religiei comparate";
6. Cunoașterea fundamentelor științelor sociale;
7. Cunoașterea limbii arabe;
8. Buna cunoaștere a realităților sociale[1].

## Autoritatea muftiului
De-a lungul istoriei, muftii au avut o mare influență asupra populației musulmane, inclusiv în relația acestora cu liderii politici. În timpul Imperiului Otoman, muftiul din Istanbul era autoritatea legală supremă a religiei islamice și avea în subordine întreaga ierarhie judiciară și teologică. Un exemplu al influenței pe care o poate avea un muftiu ar putea fi ilustrată de incidentul din 1961 din Tunisia. Președintele tunisian  Habib Bourguiba a încercat să combată ideea conform căreia postul în timpul Ramadanul ar fi obligatoriu. Mai mult, președintele a afirmat că postul scade productivitatea în economia națională. El a încercat să dea un exemplu populației aparând în timpul unei emisiuni televizate alături de membrii guvernului său mâncând și bând în timpul postului Ramadanului. Bourguiba l-a rugat pe marele muftiu al Tunisiei, Sheikh Altaher Ibn Ashoor, să emită o  fatwā care să susțină politica guvernului.
Muftiul a mers la televiziune și s-a adresat națiunii. El a citit din Coran, sura Al-Baqara: 183 (2:183) :
O, voi cei care credeți, v-a fost statornicit vouă Postul așa cum le-a fost prescris și celor dinaintea voastră – Poate veți fi cu frică!
După aceasta, el a emis o fatwā prin care decreta că nerespectarea Ramadanului este un păcat, iar nerespectarea benevolă a postului echivalează cu o respingere a datoriilor sacre. În plus, el a afirmat că postul nu reduce productivitatea. Gestul său l-a pus într-o lumină proastă pe președinte, iar proiectul renunțării la postul din Ramadan a fost abandonat.
Dezvoltarea codurilor legale moderne în țările islamice a redus semnificativ atribuțiile muftiului; acum, el se ocupă doar de chestiuni de statut personal, de exemplu, moștenire, căsătorie și divorț.